# Highwayman (Lied)
Highwayman ist ein Song des amerikanischen Singer-Songwriters Jimmy Webb. Er handelt von vier Inkarnationen ein und derselben Person an unterschiedlichen Orten und Zeitpunkten der Geschichte: als Wegelagerer (englisch: Highwayman), Seemann, Arbeiter an einem Staudamm und Raumfahrer. Webb veröffentlichte das Lied erstmals im Mai 1977 auf seinem Album El Mirage. Im Folgejahr nahm Glen Campbell eine Coverversion des Stückes auf, die 1979 auf seinem Album Highwayman erschien. Im Jahr 1985 wurde der Song zum Namensgeber für die Country-Supergruppe The Highwaymen, zu der sich Johnny Cash, Waylon Jennings, Willie Nelson und Kris Kristofferson zusammenschlossen. Ihre Version des Songs war ein Nummer-eins-Hit in den Charts der Billboard Hot Country Songs und gewann 1986 einen Grammy Award in der Rubrik Bester Countrysong. Seither wurde das Lied von diversen anderen Musikern eingespielt.

## Entstehung
Laut Jimmy Webb schrieb er den Song in London während der abschließenden Arbeit an seinem Album El Mirage. Nach einer durchzechten Nacht mit seinem Freund Harry Nilsson hatte er im Schlaf einen „unglaublich lebendigen Traum“:

“I had an old brace of pistols in my belt and I was riding, hell-bent for leather, down these country roads, with sweat pouring off of my body. I was terrified because I was being pursued by police, who were on the verge of shooting me. It was very real. I sat up in bed, sweating through my pajamas. Without even thinking about it, I stumbled out of bed to the piano and started playing “Highwayman.” Within a couple of hours, I had the first verse.”

„Ich trug einen Gurt mit alten Pistolen und ritt mit enormer Geschwindigkeit und schweißüberströmt über Landstraßen. Ich hatte Angst, weil ich von Polizisten verfolgt wurde, die kurz davor waren, auf mich zu schießen. Es war sehr wirklich. Mit durchgeschwitztem Pyjama richtete ich mich in meinem Bett auf. Ohne darüber nachzudenken, stolperte ich aus dem Bett zum Klavier und begann, Highwayman zu spielen. Innerhalb weniger Stunden hatte ich die erste Strophe.“

Nilsson kritisierte das sprachlich unbeholfene „I did ride“ statt „I rode“, doch Webb fand es eine treffende altmodische Redeweise. Ohne genau zu wissen, wohin ihn der Song führen würde, erkannte Webb, dass die Figur des Wegelagerers (Highwayman) nicht sterben, sondern wiedergeboren werden würde. Aus dieser Idee entwickelten sich drei weitere Strophen. In der zweiten Strophe wird er ein Seefahrer, in der dritten der Arbeiter an einem Staudamm. Dabei nimmt das Lied Bezug auf den Bau des Hoover Dam, bei dem zahlreiche Arbeiter verunglückten. Die vierte Strophe ist ins Futur gesetzt und beschreibt, wie er als Raumfahrer über die Grenzen des Universums hinausfliegen wird.

## Jimmy Webbs Versionen
Webbs Version des Songs wurde als The Highwayman im Mai 1977 auf seinem Album El Mirage veröffentlicht. In späteren Jahren spielte er unterschiedliche Versionen des Stückes ein: 1996 eine neue Fassung auf seinem Album Ten Easy Pieces, 2007 eine Live-Aufnahme auf Live and at Large sowie 2010 ein Duett mit Mark Knopfler auf Just Across the River.

## Glen Campbells Version
Glen Campbell, ein enger Weggefährte Webbs, bat diesen um Erlaubnis, seinen Song aufnehmen zu dürfen. Er wollte ihn zur ersten Singleauskopplung und zum Titeltrack seines neuen Albums machen, doch seine Plattenfirma Capitol Records lehnte ab, weil sie Campbell eine andere künstlerische Ausrichtung im Stil der Gruppe The Knack verordnen wollte. Es kam zum Zerwürfnis Campells mit seiner Plattenfirma, die er nach 17 Jahren Zusammenarbeit verließ. Campbell veröffentlichte Highwayman schließlich im Oktober 1979 auf seinem gleichnamigen Album.

## The Highwaymens Version
Anfang der 1980er Jahre bot Webb Highwayman Waylon Jennings an, doch dieser konnte mit dem Titel zu diesem Zeitpunkt noch nichts anfangen. Als Johnny Cash, Willie Nelson, Kris Kristofferson und Jennings im November 1984 bei Aufnahmen für ein Weihnachtsspecial von CBS im Schweizer Montreux zusammentrafen, entstand bald die Idee für ein gemeinsames Projekt. Zurückgekehrt nach Nashville kamen gemeinsame Aufnahmen jedoch nicht recht voran, weil sich die Stimmen der vier Sänger als zu unterschiedlich für Duette erwiesen. Schließlich schlug Carl Jackson, der langjährige Bassist von Glen Campbell, Marty Stuart abermals den Song Highwayman vor. Stuart erkannte sofort, wie gut das Lied und ganz besonders die letzte Strophe zu Cash passen würden. Zudem bot es für jedes Bandmitglied seine eigene Strophe. Der Titel des Songs wurde nicht nur zum Titel des ersten Albums der neuformierten Supergruppe, er inspirierte auch ihren Namen The Highwaymen, in dem sich alle vier Bandmitglieder wiedererkannten, weil sie auf ihren Tourneen viel Zeit auf Highways verbrachten und alle vier im Genre der Country-Musik der Outlaw-Bewegung zuzurechnen waren, benannt nach dem englischen Wort Outlaw für Gesetzlose.
In der Version der Highwaymen wird jede Strophe von einem anderen Sänger interpretiert: Zuerst gibt Nelson den Wegelagerer, danach Kristofferson den Seemann, anschließend Jennings den Dammbauer und schließlich Cash den Raumfahrer. Im zugehörigen Musikvideo spielen Schauspieler den Inhalt des Liedes mitsamt dem jeweiligen Tod der ersten drei Reinkarnationen nach. Zum Ende jeder Strophe ist der jeweilige Sänger kurz im Himmel eingeblendet. Laut Michael Streissguth ragen besonders die erste und die letzte Strophe heraus, während die mittleren den Song nur „am Laufen halten“. Willie Nelsons gleichzeitig geschmeidige und verwitterte Stimme rufe einen authentischen Western-Desperado hervor, während Cashs Interpretation dem Lied genug Schwung für die abschließende intergalaktische Inkarnation mitgebe. Webb kommentierte lachend: „Ich weiß nicht, wie sie entschieden haben, wer welche Strophe übernimmt, aber Johnny am Schluss zu haben ist, als würde Gott deinen Song singen.“
Die Coverversion von Highwayman wurde zum erfolgreichsten Lied und einzigem Nummer-eins-Hit der Highwaymen. Das Lied stieg am 18. Mai 1985 in die Musikcharts Hot Country Songs des Magazins Billboard ein, erreichte am 17. August des Jahres die Nummer eins und blieb insgesamt 20 Wochen in den Charts. Bei den Academy of Country Music Awards des Jahres 1985 wurde die Version der Highwaymen als Single Of The Year ausgezeichnet. Bei den Grammy Awards 1986 erhielt sie den Grammy Award for Best Country Song.

## Andere Versionen
Daneben wurde Highwayman auch von diversen anderen Künstlern eingespielt. Der norwegische Folk-Sänger Finn Kalvik brachte 1981 eine Übersetzung unter dem Titel Fredløs auf seinem Album Natt og dag heraus. Die Irish-Folk-Musiker Makem and Clancy coverten den Song auf ihrem Album We’ve Come a Long Way aus dem Jahr 1986. Der finnische Rock-Musiker Pate Mustajärvi spielte im Jahr 2000 eine finnische Fassung auf seinem Album Ukkometso ein. Die Band Arbouretum coverte den Song auf ihrem Album The Gathering aus dem Jahr 2011. Die kanadische Band Walk Off the Earth interpretierte den Song 2012 auf ihrem Album Vol 1. Jake Smith alias The White Buffalo coverte den Song 2013. Die Heavy-Metal-Band Iced Earth sang das Lied auf ihrem 2014 veröffentlichten Album Plagues of Babylon nach dem Vorbild der Highwaymen ebenfalls mit vier unterschiedlichen Interpreten ein. Der britische Gitarrist und Sänger Albert Lee spielt das Lied regelmäßig live in Form einer Piano-Ballade. Es ist auf mehreren seiner Live-Alben zu finden (z. B. Live at the Iridium, 2014).
Im Jahr 2019 nahm eine Gruppe weiblicher Country- und Folk-Musikerinnen (Brandi Carlile, Amanda Shires, Natalie Hemby, Maren Morris) den Song aus einer weiblichen Perspektive auf. Zentrale Themen sind hier u. a. der Contra-Krieg, die Hexenverfolgung in Salem und der Freedom Ride. Auch der Bandname The Highwomen lehnt sich an den Namen der Gruppe The Highwaymen an.